# Антродоко
Антродоко (італ. Antrodoco) — муніципалітет в Італії, у регіоні Лаціо,  провінція Рієті.
Антродоко розташоване на відстані близько 80 км на північний схід від Рима, 18 км на схід від Рієті.
Населення — 2638 осіб (2014).
Щорічний фестиваль відбувається 26 липня. Покровитель — Sant'Anna.

## Демографія
Населення за роками:

Станом на 1 січня 2023 року в муніципалітеті офіційно проживало 170 іноземців з 17 країн, серед них 50 громадян країн Євросоюзу та 15 громадян України.

## Сусідні муніципалітети
- Борбона
- Борго-Веліно
- Каньяно-Амітерно
- Фьяміньяно
- Л'Аквіла
- Мічильяно
- Петрелла-Сальто
- Скоппіто